# Giovanni Battista Zauli
Giovanni Battista kardinal Zauli, italijanski rimskokatoliški duhovnik in kardinal, * 25. november 1743, Faenza, † 21. julij 1819.

## Življenjepis
Leta 1785 je prejel duhovniško posvečenje.
8. marca 1816 je bil povzdignjen v kardinala in imenovan za kardinal-duhovnika S. Onofrio.